# Carvoeiros
Carvoeiros est un village de l'île de São Nicolau au Cap-Vert.

## Géographie
Carvoeiros est situé sur la côte nord de São Nicolau, à 2 km à l'est de Queimadas et à 4 km au nord de Ribeira Brava.
fait partie de la municipalité de Ribeira Grande et de la freguesia de Nossa Senhora do Rosário.
La majorité de la population vit de l’agriculture traditionnelle, de la pêche artisanale et surtout des envois de fonds des émigrés.
Carvoeiros comprend Chã, Monte Baixo, Monte Cima et Ribeirãozinho.
Carvoeiros est traversé par la route nationale EN1-SN01 (Ribeira Brava - Carvoeiros - Cachaço - Tarrafal de São Nicolau).

## Population
En 2010, Carvoeiros comptait 199 habitants.